# Nazario
Nazario  è un nome proprio di persona italiano maschile.

## Varianti
- Maschili: Nazzario[2][3], Nazaro[3], Nazzaro[2][3]
  - Alterati: Nazzarino[3]
- Femminili: Nazaria[2][3], Nazzaria[2], Nazzara[2]

### Varianti in altre lingue
- Armeno: Նազար (Nazar)[4]
- Basco: Nazari[5]
- Catalano: Natzari[5]
- Francese: Nazaire[1][4]
- Greco antico: Ναζάριος (Nazarios)[1]
- Latino: Nazarius[3][4], Nazareus[1][3]
- Russo: Назарий (Nazarij)[4], Назар (Nazar)[4]
- Spagnolo: Nazario[4][5]
- Turkmeno: Nazar[4]
- Ucraino: Назарій (Nazarij)[4], Назар (Nazar)[4]

## Origine e diffusione
Deriva dal nome tardo latino Nazàreus (con la e breve, e dunque con l'accento tonico sulla terzultima sillaba), una variante documentata da alcuni poeti cristiani, come Prudenzio, di un più antico Nazarèus; il significato, piuttosto evidente e identico a quello del nome Nazzareno, è "[proveniente] da Nazaret". Si tratta di un nome devozionale cristiano (Nazaret era la città di origine di Gesù Cristo, e "nazareno" è sostanzialmente sinonimo di "cristiano"), poi diffusosi anche grazie al culto di vari santi così chiamati.
Verso gli anni 1950 il nome era poco frequente in Italia, anche se non rarissimo; negli anni 1970, risultava attestato in tutto il territorio italiano, con la più alta concentrazione nel Milanese per la forma base, e in Puglia per la variante "Nazzario".

## Onomastico
L'onomastico si può festeggiare in memoria di più santi, alle date seguenti:
- 12 gennaio, san Nazario, monaco in Spagna[1]
- 12 giugno, san Nazario, soldato romano, martire a Roma sotto Diocleziano[1][6]
- 6 luglio, beata Nazaria Ignacia March Mesa, fondatrice delle missionarie crociate della Chiesa [7]
- 19 giugno, san Nazario, vescovo di Capodistria[1][7]
- 18 luglio, san Nazario, martire in Africa[1]
- 28 luglio, san Nazario, martire a Milano assieme a san Celso sotto Nerone[1][5][6][7]
- 8 agosto, san Nazario, martire a Nicomedia[1]
- 18 novembre, san Nazario, abate di Lerino[1][6]

## Persone
- Nazario, retore e storico romano
- Nazario I, vescovo di Asti
- Nazario II, vescovo di Asti

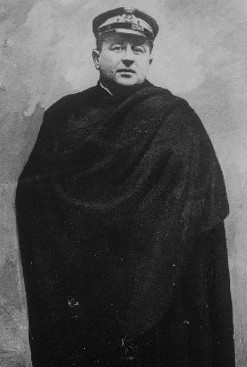
Nazario Sauro

- Nazario Carlo Bellandi, organista e compositore italiano
- Nazario Nazari, pittore italiano
- Nazario Pagano, politico italiano
- Nazario Sauro, comandante marittimo, patriota, irredentista e militare italiano

### Varianti maschili
- Nazar Baýramow, calciatore turkmeno
- Nazarij Nyč, calciatore ucraino
- Nazar Petrosyan, calciatore e allenatore di calcio armeno
- Nazarij Rusyn, calciatore ucraino

### Variante femminile Nazaria
- Nazaria Ignacia March Mesa, religiosa spagnola